# Gewaltmonopol des Staates
Das Gewaltmonopol des Staates bezeichnet in der Allgemeinen Staatslehre die ausschließlich staatlichen Organen vorbehaltene Legitimation, physische Gewalt auszuüben oder zu legitimieren (Unmittelbarer Zwang). Das staatliche Gewaltmonopol gilt in Deutschland als „Staatsgewalt“ nach Art. 20 GG für das Funktionieren des Rechtsstaates.

## Grundlagen
Den Rechtsbegriff selbst hat der Soziologe Max Weber im Jahr 1919 in seinem Vortrag Politik als Beruf geprägt. Das staatliche Gewaltmonopol ist aber in seinem Wesensgehalt – als Folge staatlicher Souveränität – bereits bei Jean Bodin in seiner Schrift Sechs Bücher über den Staat (1576) und bei Thomas Hobbes, so im Leviathan (1651), angelegt.
Die Idee des Gewaltmonopols will, dass die Angehörigen eines Gemeinwesens darauf verzichten, Gewalt (z. B. im Wege der Selbstjustiz) auszuüben. Die Angehörigen verzichten darauf, tatsächliche oder vermeintliche Rechte und Ansprüche durch individuelle Ausübung von Zwang durchzusetzen. Vielmehr überträgt in Deutschland das Volk in Art. 20 GG „Alle Staatsgewalt geht vom Volke aus“ seinen Schutz und deren Durchsetzung ganz auf die staatlichen Judikativ- und Exekutivorgane, also an Gerichte beziehungsweise Polizei und Verwaltung. Diese wiederum sind in einem demokratischen Rechtsstaat an das von der Legislative sanktionierte Recht und Gesetz gebunden.
Das Gewaltmonopol hat vorherige Formen der Konfliktbeseitigung wie Fehde und Blutrache als Mittel der Rechtsdurchsetzung abgelöst. Wilhelm von Humboldt schrieb dazu 1792: „Denn bei der Zwietracht entstehen Kämpfe aus Kämpfen. Die Beleidigung fordert Rache, und die Rache ist eine neue Beleidigung. Hier muss man also auf eine Rache zurückkommen, welche keine neue Rache erlaubt – und diese ist die Strafe des Staats.“
In seiner idealtypischen Ausprägung schützt das Gewaltmonopol den Bürger vor Übergriffen anderer, indem Vollzugsbeamte gewaltsamen Rechtsmissbrauch oder Willkür einzelner Personen oder Gruppen verhindern. Das staatliche Gewaltmonopol stellt eine entscheidende Rahmenbedingung für ein möglichst angstfreies Sozialleben dar und gilt als zivilisatorischer Fortschritt.

## Ausnahmen
Die Rechtsordnung demokratischer Staaten kennt auch Ausnahmen vom Gewaltmonopol des Staates. Dazu zählt das Recht, sich mit Gewalt gegen aktuelle rechtswidrige Angriffe zu wehren (Notwehr, Nothilfe) und sich vor sonstigen Gefahren zu schützen (Notstand).
Eine weitere Ausnahme in Deutschland ist die Jedermann-Festnahme (§ 127 Abs. 1 StPO), bei der jeder Bürger einen auf frischer Tat ertappten Straftäter festnehmen und dabei auch die notwendige Gewalt ausüben darf.
Das Bürgerliche Gesetzbuch definiert einzelne Ausnahmefälle, in denen Bürger im Wege der Selbsthilfe die Realisierung privater Ansprüche gewaltsam durchsetzen dürfen. Diese Ausnahmen stehen jedoch nicht in einem echten Widerspruch zum Gewaltmonopol. Denn einerseits gelten Notwehr, Selbsthilfe und rechtfertigender Notstand immer nur dann, wenn der Staat die zu schützenden Interessen nicht schützen kann. Andererseits beziehen die Ausnahmen ihre Legitimation vom Staat, der Vollzugsbeamte als Inhaber der unmittelbaren Staatsgewalt für seine Bürger zuvor (ex ante) definiert hat.
Das in der Vergangenheit geltende, lange umstrittene (richterliche Gewohnheits-)Recht von Eltern gegenüber ihren Kindern, zu Erziehungszwecken Gewalt anzuwenden, wurde mit der gesetzlichen Festlegung des Anspruchs des Kindes auf eine gewaltfreie Erziehung abgeschafft (→ Kindesmisshandlung). Ebenso kann die nunmehr mit dem Gewaltschutzgesetz gesetzlich eingehend geregelte Ausdehnung des staatlichen Gewaltmonopols auf die Familie – und damit auf einen sehr privaten Bereich – als ein weiterer Fall der Nichtanerkennung einer „staatsfreien“ Zone betrachtet werden.
Weitgehend anerkannt ist ein privates Widerstandsrecht für den Fall, dass die staatliche Rechtsordnung versagt oder der Staat selbst zur Bedrohung für die Rechte der Bürger wird. Im Grundgesetz für die Bundesrepublik Deutschland ist dies in Art. 20 Abs. 4 GG festgehalten (Widerstandsrecht in Deutschland).

## Geschichte
Die Herausbildung des staatlichen Gewaltmonopols begann mit der Staatsentstehung als solcher. Seit der Frühen Neuzeit hat sich in Europa der Staat allmählich als einziger Gewaltinhaber gegenüber anderen sozialen Kräften durchgesetzt. Das historische Ziel war die Machtausweitung des jeweiligen Monarchen. Diese Entwicklung wurde durch eine neue Staatsidee beflügelt, die nicht mehr den gottgewollten Monarchen, sondern eine imaginierte, eigene Substanz des Staates als Träger des Gewaltmonopols betrachtete. Dieser Prozess war auch mit dem Ersatz von Sach- durch Geldleistungen, der Zentralisierung der staatlichen Finanzen und der Entwicklung des staatlichen Steuermonopols verbunden, was nur auf Basis eines Gewaltmonopols durchgesetzt werden konnte.
Nach Norbert Elias ist der Prozess der Durchsetzung des Gewaltmonopols von der Ersetzung körperlicher Zwänge und Bedrohungen (z. B. Fronarbeit, Blutrache, Wegelagerei, triebhaft ausgelebte Gewalt) durch ökonomische Zwänge und durch die Verbreitung der Geldwirtschaft begleitet. Während Elias zufolge Gesellschaften ohne Gewaltmonopol durch eine geringe Arbeits- und Funktionsteilung und kurze, triebgebundene Handlungsketten gekennzeichnet sind, sind die Handlungsketten in Gesellschaften mit stabilem Gewaltmonopol länger und die funktionalen Abhängigkeiten größer. Der Einzelne ist hier geschützt vor dem schockartigen Einbruch körperlicher Gewalt in seinen Alltag, aber er muss seine Affekte zurückdrängen und die langfristigen Aspekte seines Handelns bedenken („Zwang zur Langsicht“); d. h., die Gewalt und insbesondere die Reaktionen auf individuelle Gewalt werden im Laufe des zivilisatorischen Prozesses berechenbar. Körperliche Strafen werden im Laufe der Zeit immer häufiger durch Geld- oder Gefängnisstrafen ersetzt.